# North Kansas City
North Kansas City est une ville du comté de Clay, dans le Missouri, aux États-Unis,. Située dans une boucle du Missouri, au sud-ouest du comté, elle est incorporée en 1912.

## Démographie
Lors du recensement de 2010, la ville comptait une population de 4 208 habitants. Elle est estimée, en 2016, à 4 376 habitants.

## Source de la traduction
- (en) Cet article est partiellement ou en totalité issu de l’article de Wikipédia en anglais intitulé « North Kansas City, Missouri » (voir la liste des auteurs).